# ケラング!
ケラング! (Kerrang!) は、1981年に創刊されたイギリスのロック専門誌。月刊誌として創刊され、1987年に週刊誌化した。創刊当初は完全なヘヴィメタル・ハードロック系アーティストの専門誌であったが、時代が進むにつれ、取り上げられるジャンルがニューメタルや、エモ・メタルコアといったハードコア系のジャンルにも広げられた。キャッチフレーズは"The world's biggest selling weekly rock magazine"（世界で最も売れているロックの週刊誌）。

## ケラング!アワード
ケラング誌主催で、一年に一度、バンドや楽曲などの表彰を行っている。日本のグループも表彰されたことがあり、2015年に開催された際にはBABYMETALがThe Spirit of Independence Awardとして受賞し、2016年に開催された際には同じくBABYMETALがBest Live Bandとして受賞した。2017年には、雑誌のオーナーであるバウアー・メディア・グループがケラング誌に関連する権利を全て売却したことに関連して開催されなかった。2018年には新たにオーナーとなったWasted Talent Ltdによりケラング!アワードが再開された。

## ケラング!ツアー
ケラング!ツアーはツアー名を冠した数字の年の前年10月ころに発表され、ツアー名を冠した数字の年の1月か2月に行われる。参加するグループはイギリスの各地やアイルランドを巡ってライブを行う。日本のグループの参加は、ツアー2009におけるDir en greyがある。同じツアーではマインドレス・セルフ・インダルジェンス、ブリング・ミー・ザ・ホライズン、Black Tide、In Case of Fireが参加している。

## その他
日本のヘヴィメタル・ハードロック専門誌『BURRN!』はケラングに対抗する形で創刊された雑誌で、ロゴマークが酷似している（ケラングのロゴは当初『BURRN!』のロゴと同じひび割れたフォントを使っていた）など、かなりケラングを意識していたようである。